# Blodkremla
Blodkremla (Russula sanguinaria) är en svampart som först beskrevs av Heinrich Christian Friedrich Schumacher, och fick sitt nu gällande namn av Rauschert 1989. Russula sanguinaria ingår i släktet kremlor och familjen kremlor och riskor. Inga underarter finns listade i Catalogue of Life.
I den svenska databasen Dyntaxa används istället namnet Russula sanguinea för samma taxon. Arten är reproducerande i Sverige.

## Källor

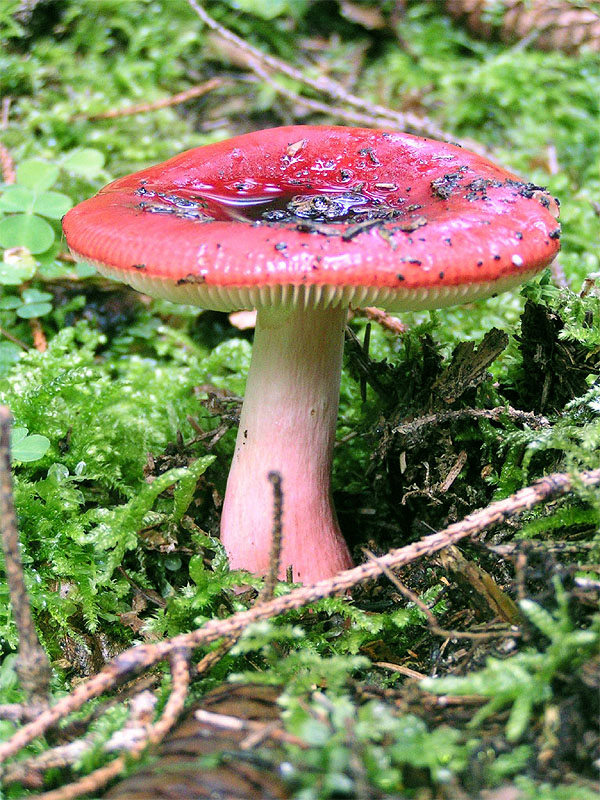